# Jacob Muricken
Jacob Muricken (Palai, Kerala, 16 de junho de 1963) é Bispo Auxiliar de Palai.
Jacob Muricken foi ordenado sacerdote em 27 de dezembro de 1993 e incardinado na Eparquia de Palai.
Papa Bento XVI nomeou-o em 24 de agosto de 2012 Bispo Auxiliar em Palai e Bispo Titular de Tinis. O Arcebispo de Changanacherry, Joseph Perumthotttam, o consagrou em 1º de outubro do mesmo ano; Co-consagradores foram o ex-bispo de Palai, Joseph Pallikaparampil, e Joseph Kallarangatt, bispo de Palai.